# Nello e Patrasche
Nello e Patrasche (フランダースの犬 ぼくのパトラッシュ?, Flanders no inu: Boku no Patrasche, lett. "Il cane delle Fiandre: Il mio Patrasche") è un anime prodotto dalla Tokyo Movie Shinsha nel 1992 e ispirato al romanzo Il cane delle Fiandre di Maria Louise Ramé. È la storia di Nello e del suo cane Patrasche, che abita col nonno e che si guadagna da vivere vendendo latte. La serie è stata trasmessa in Italia per la prima volta nel 1994 da TMC (dov'è in seguito stata replicata all'interno del contenitore Zap Zap) e riproposta in una nuova edizione su Rai Due nel 2006 con il titolo Il mio amico Patrasche.
Esiste un'altra versione anime della storia di Nello e Patrasche, prodotta nel 1975 dalla Nippon Animation e trasmessa in Italia col titolo Il fedele Patrash nel 1984.

## Trama
Le vicende si svolgono nella regione delle Fiandre nei pressi di Anversa. Nello è orfano dei genitori e abita con il nonno, con il quale si guadagna da vivere vendendo latte. Un giorno il ragazzo trova lungo la strada un bellissimo cane delle Fiandre, ferito e bisognoso di cure, che chiamerà Patrasche. Il cane si dimostrerà sempre fedele e riconoscente con Nello e da quel momento lo aiuterà nel trasporto del latte dalla casetta del nonno alla città. Nello stringerà anche una forte amicizia con la giovane Alois, ostacolata però dal padre della ragazzina, l'uomo più ricco del villaggio.
Nello possiede un grande talento per la pittura, ammira i quadri di Rubens e desidererebbe tanto vedere l'opera del grande pittore esposta nella chiesa della città, osservabile però solo a pagamento.
Ripone le sue speranze di una vita migliore in una gara di disegno ad Anversa, ma la giuria sceglie un altro vincitore, sicuramente meno meritevole di lui, ma figlio di un personaggio in vista della città. Dopo la morte del nonno, disperato e senza più una casa, si rifugia insieme a Patrasche nella chiesa di Anversa per scampare al terribile rigore dell'inverno. Lì finalmente verrà esaudito il suo grande desiderio: dopo tanto tempo riuscirà a vedere come in un sogno le famose opere di Rubens (La discesa dalla Croce e L'erezione della Croce) esposte nella chiesa.
Il mattino seguente Nello e Patrasche verranno trovati entrambi morti congelati, con Nello abbracciato al suo fedele cane.

## Personaggi
Nello
Nonno Johan
L'amorevole "nonnino" del piccolo Nello.
Patrasche
Aloise
Vicina di casa nonché compagna di giochi di Nello.
Maestra Lener
L'insegnante della classe frequentata da Aloise.
Jan
Compagno di classe di Aloise.
Boman
Avido padrone di casa di Nello nonché antagonista principale della serie, causerà accidentalmente un incendio, che devasterà il mulino del padre di Alosie, facendo ricadere la colpa sul ragazzo.
Philip
Un altro amico di Nello, più grande di lui ed appassionato di pianoforte.

## Edizioni italiane
Esistono due versioni italiane di questo anime. La prima, dal titolo Nello e Patrasche è stata trasmessa per la prima volta da Telemontecarlo nel 1994, con il doppiaggio eseguito presso Maya L.Cl. Imagine Project, con la direzione di Roberto Ciurluini e l'adattamento dei dialoghi di Licinia Lentini. Nel 2006 la serie animata è stata trasmessa su Rai Due con una nuova edizione a cura di Shin Vision, la quale annunciò anche una pubblicazione di DVD che però non si è mai concretizzata. In quest'edizione è presente un nuovo doppiaggio curato dalla Cast Doppiaggio, diretto da Gioacchino Manisalco e con i dialoghi adattati da Alessandro Trombetta e Cristina Giachero.

### Doppiaggio
| Personaggio   | Voce giapponese    | Voce italiana (Edizione 1994) | Voce italiana (Edizione 2006) |
| ------------- | ------------------ | ----------------------------- | ----------------------------- |
| Nello         | Megumi Hayashibara | Antonella Baldini             | Alessio De Filippis           |
| Patrasche     | Toshiharu Sakurai  | Carmine Fragola               | Carlo Valli                   |
| Nonno Jehan   | Seizō Katō         | Glauco Onorato                | Dario De Grassi               |
| Alois         | Yumi Tōma          | Silvia B. Ciurluini           | Letizia Ciampa                |
| Ivette        | Sumi Shimamoto     | Paila Pavese                  | Valeria Vidali                |
| Bono          | Yoshiko Kamei      | Sara Onorato                  | Paolo Vivio                   |
| Berge         |                    | Laura Colombo                 |                               |
| Bosh          |                    | Stefano Billi                 |                               |
| Jan           | Rica Matsumoto     | Tiziano Ferro                 | Daniele Raffaeli              |
| Bibi          | Taeko Kawata       | Raffaella Castelli            | Furio Pergolani               |
| Zia Noulette  | Hisako Kyōda       | Anna Teresa Eugeni            | Graziella Polesinanti         |
| Voce narrante | Fumie Kashiyama    | Nando Gazzolo                 | Aurora Cancian                |

## Colonna sonora
Sigla di apertura originale
- Kimi ni Aetakara (君に逢えたから?), cantata da MANA (utilizzata per la messa in onda dei primi episodi su TMC[1]).

Sigla di chiusura originale
- Little Wing, cantata da MANA (anch'essa utilizzata per la messa in onda dei primi episodi su TMC[2]).

Prima sigla di apertura e di chiusura italiana (Ed. 1994)
- Nello e Patrasche cantata da Antonio Galbiati. L'inedita trasmessa sulle immagini dell'intro ufficiale giapponese, con i crediti dell'edizione in lingua inglese (intitolata My Patrash), sostituente le originali giapponesi per la messa in onda dei restanti episodi[3].

Seconda sigla di apertura e di chiusura italiana (Ed. 2006)
- Il mio amico Patrasche cantata da Cristina Valenti[4]. Versione cover tradotta della sigla di apertura giapponese con i crediti in italiano.

## Episodi
| Nº | Titolo italiano (edizione 1994 - 2006) Giapponese 「Kanji」 - Rōmaji | In onda          | In onda |
| Nº | Titolo italiano (edizione 1994 - 2006) Giapponese 「Kanji」 - Rōmaji | Giapponese       |         |
| 1  | Patrasche un cane per amico - L'incontro con Patrasche 「ミルク売りをするアロア」 - miruku uri wosuru aroa | 10 ottobre 1992  |         |
| 1  | Nello, un bambino buono e sensibile, vive in una modestissima abitazione assieme al "nonnino". Si guadagnano entrambi da vivere andando a raccogliere, ogni mattina presto, il latte dalle fattorie del paese per portarlo poi in città a venderlo; utilizzano un carrettino spinto a mano. Un giorno, lungo la strada, capita loro di vedere un povero cane stremato dalla fatica che viene frustato a sangue dal crudele padrone, che lo ha attaccato ad un pesante carro: il bambino prova subito un forte moto di compassione nei confronti dell'animale e vorrebbe tanto aiutarlo. Sulla via del ritorno, al termine di una lunga e faticosa giornata, vedono lo stesso cane di prima, che giace però questa volta moribondo sul ciglio della strada: è stato abbandonato in quanto creduto oramai inutilizzabile. Nello, aiutato dal nonno, lo issa sul carrettino del latte e se lo porta a casa con lui. |                  |         |
| 2  | ? - Patrasche, resisti! 「パトラッシュがんばって!」 - patorasshu ganbatte | 17 ottobre 1992  |         |
| 3  | ? - Il regalo del nonnino! 「おじいちゃんの贈りもの」 - ojiichanno okuri mono | 24 ottobre 1992  |         |
| 4  | ? - Il primo disegno 「はじめての絵」 - hajimeteno e | 31 ottobre 1992  |         |
| 5  | ? - Perché‚ nonnino? 「どうして!?おじいちゃん」 - dōshite !? ojiichan | 7 novembre 1992  |         |
| 6  | ? - Papà, mamma! 「父さん...母さん...!」 - tōsan ... kaasan ...! | 14 novembre 1992 |         |
| 7  | ? - Patrasche è stato rapito 「奪われたパトラッシュ」 - ubawa reta patorasshu | 21 novembre 1992 |         |
| 8  | ? - Restituiscimi Patrasche! 「パトラッシュを返して!」 - patorasshu wo kaeshi te ! | 28 novembre 1992 |         |
| 9  | ? - I quadri di Rubens 「ルーベンスの絵」 - rubensu no e | 5 dicembre 1992  |         |
| 10 | ? - Simon, piccolo pastore 「羊飼いの少年・シモン」 - hitsujikai no shōnen . shimon | 12 dicembre 1992 |         |
| 11 | ? - Il compleanno di Alois 「アロアの誕生日」 - aroa no tanjōbi | 19 dicembre 1992 |         |
| 12 | ? - Corri, patrasche! 「走れ!パトラッシュ」 - hashire ! patorasshu | 26 dicembre 1992 |         |
| 13 | ? - Il disegno giudicato male 「けなされた絵」 - kenasareta e | 9 gennaio 1993   |         |
| 14 | ? - Il grave problema di zia Noulette 「Tヌレットおばさんが大変」 - T nuretto obasanga taihen | 16 gennaio 1993  |         |
| 15 | ? - Addio, maestra Lener! 「さようなら, レナー先生」 - sayōnara , rena sensei | 23 gennaio 1993  |         |
| 16 | ? - Alois va a vendere il latte 「ミルク売りをするアロア」 - miruku uri wosuru aroa | 30 gennaio 1993  |         |
| 17 | ? - Il ritratto di Alois 「アロアを描いた日」 - aroa wo egai ta nichi | 6 febbraio 1993  |         |
| 18 | ? - Il distacco da Alois 「引き離されたアロア」 - biki hanasa reta aroa | 13 febbraio 1993 |         |
| 19 | ? - L'invito negato 「招待されない誕生日」 - shōtai sarenai tanjōbi | 20 febbraio 1993 |         |
| 20 | ? - L'incendio del mulino a vento 「風車小屋の火事」 - fūsha koya no kaji | 27 febbraio 1993 |         |
| 21 | ? - Una maldicenza triste e penosa 「つらく悲しい噂」 - tsuraku kanashi i uwasa | 6 marzo 1993     |         |
| 22 | ? - Il nuovo venditore di latte 「新しいミルク売り」 - atarashi i miruku uri | 13 marzo 1993    |         |
| 23 | ? - Il concorso di pittura 「絵のコンクール」 - e no konkuru | 20 marzo 1993    |         |
| 24 | ? - Grazie, nonnino 「おじいちゃん、ありがとう」 - ojiichan , arigatō | 27 marzo 1993    |         |
| 25 | ? - Addio, nonnino! 「さようなら...おじいちゃん」 - sayōnara ... ojiichan | non trasmesso    |         |
| 26 | ? - L'ultima vigilia di Natale 「最後のクリスマス・イヴ」 - saigo no kurisumasu . ivu | non trasmesso    |         |